# Мосеевка (Ульяновская область)
Мосеевка — село в Старокулаткинском районе Ульяновской области России, в составе Староатлашского сельского поселения.
Население — 465 (2010).

## История
В Списке населённых мест Российской империи по сведениям за 1859 год упоминается как казённая деревня Мосеевка (Мися-Авыл) Хвалынского уезда Саратовской губернии, расположенная при реке Избалык по правую сторону тракта из города Хвалынска в квартиру второго стана и в Кузнецкий уезд на расстоянии 63 вёрст от уездного города. В населённом пункте насчитывалось 183 двора, проживали 575 мужчин и 589 женщин, имелись 2 мечети и училище.
Согласно переписи 1897 года в Мосеевке проживали 1662 жителей (763 мужчины и 899 женщин), из них магометан — 1619.
Согласно Списку населённых мест Саратовской губернии 1914 года Мосеевка относилась к Старо-Атлашинской волости. По сведениям за 1911 год в деревне насчитывалось 392 двора, проживали 1994 жителя (1006 мужчин и 988 женщин). В селе проживали преимущественно бывшие государственные крестьяне, татары, составлявшие одно сельское общество.

## География
Село находится в пределах Приволжской возвышенности, являющейся частью Восточно-Европейской равнины, при реке Избалык, на высоте около 140 метров над уровнем моря. Рельеф местности холмистый. Восточнее села — крупный лесной массив. Почвы — светло-серые лесные и чернозёмы выщелоченные.
Село расположено в западной части района в 23 км по прямой от районного центра посёлка городского типа Старая Кулатка. По автомобильным дорогам расстояние до районного центра составляет 27 км, до областного центра города Ульяновска — 250 км.
Часовой пояс
Мосеевка, как и вся Ульяновская область, находится в часовой зоне МСК+1. Смещение применяемого времени относительно UTC составляет +4:00.

## Население
Динамика численности населения по годам:
| Годы      | 1859 | 1897 | 1911 | 1989 | 2002 |
| --------- | ---- | ---- | ---- | ---- | ---- |
| Население | 1164 | 1662 | 1994 | ≈720 | 569  |

| 2010 |
| ---- |
| 465  |

Национальный состав
Согласно результатам переписи 2002 года татары составляли 98 % населения села.

## Известные жители и уроженцы
- Хусяинов, Зякярий Сяфитович — Герой Советского Союза, уроженец села[11].
- Динеев, Фатих Юнусович —  участник Великой Отечественной войны, полный кавалер ордена Славы [12].

## Достопримечательности
- В 1975 г. на родине установлен памятник Герою, танкисту Хусаинову Закарье Сафетовичу[11].
- Памятник воинам-односельчанам, погибшим в годы ВОВ (1970 г.)[13].